# Alyssa Jirrels
Alyssa Jirrels, née le 13 août 2000 en Californie, est une actrice américaine.

## Filmographie

### Cinéma
- 2015 : The Art of Escape : Charlotte Johnson
- 2020 : This is the Year : Zoey[1]

### Télévision

#### Séries télévisées
- 2016 : Le Monde de Riley : Chai
- 2017 : Very Bad Nanny : Kelly Buckley
- 2017–2018 : Mech-X4 : Veracity Campbell (21 épisodes)[2]
- 2018 : Alexa & Katie : Vanessa (4 épisodes)
- 2018 : Marvel: Les agents du SHIELD. : Hale jeune
- 2019 : Some Skits 'N' Some Guys : PA
- 2020 : Good Doctor : Angie
- 2020 : Schooled : Dawn
- 2020 : Acting for a Cause : Narratrice / Snout
- 2020 : Sauvés par le gong : Yasmin (5 épisodes)
- 2021 : NCIS : Los Angeles : Jocelyn[3]
- 2021 : American Housewife : Audra
- 2022 : Le monde dans nos yeux : Nicole Dietrich (5 épisodes)
- 2022 : Boo, Bitch : Alyssa
- 2023 : Fatal Attraction : Ellen Gallagher